# Centro de Astrobiología
El Centro de Astrobiología (CAB) es un centro español de investigación en astrobiología, dependiente tanto del Instituto Nacional de Técnica Aeroespacial (INTA) como del Consejo Superior de Investigaciones Científicas (CSIC). 
Se trata del primer centro de investigación no estadounidense asociado al Instituto de Astrobiología de la NASA (NAI). El CAB fue distinguido como Unidad de Excelencia María de Maeztu en la convocatoria de 2017 del Ministerio de Ciencia, Innovación y Universidades, destinada a reconocer la excelencia en estructuras organizativas de investigación.
Tiene dos sedes, una principal en el campus del INTA, en Torrejón de Ardoz (Madrid), a 20 km al noreste de la capital, y otra secundaria en el Centro Europeo de Astronomía Espacial (ESAC).

## Estructura
El director del centro es Víctor Parro García y el vicedirector Francisco Najarro de la Parra. El centro se organiza en departamentos de investigación y unidades de apoyo, algunas de las cuales se encuentran asociadas a grupos de investigación de la Universidad de Valladolid (UVA) y del CSIC.
- Departamento de Astrofísica: Dirigido por Pablo G. Pérez González. Estudia los procesos que fueron necesarios para la aparición y evolución de la vida en el Universo.
- Departamento de Evolución Molecular: Dirigido por Ester Lázaro Lázaro. Se dedica al estudio la evolución de la materia y energía en el Universo en relación con el fenómeno de la vida.
- Departamento de Planetología y Habitabilidad: Dirigido por Felipe Gómez Gómez. Sus actividades se desarrollan siguiendo principalmente tres líneas de investigación: la geología planetaria; los ambientes extremos como hábitats de interés astrobiológico, y las atmósferas planetarias.
- Departamento de Instrumentación Avanzada: Dirigido por Eduardo Sebastián Martínez. Se encarga de desarrollar plataformas e instrumentos especiales en los laboratorios de Robótica e Instrumentación del centro.
  - Grupo de Instrumentación Espacial, dirigido por José Antonio Rodríguez Manfredi
- Unidades asociadas:
  - Unidad Asociada al Grupo de Espectroscopía Raman e Infrarroja Aplicada a la Cosmogeoquímica y Astrobiología de la UVA (Universidad de Valladolid).
  - Unidad Asociada ASTRO-UAM de la Universidad Autónoma de Madrid.
- Unidad de Cultura Científica.

El Laboratorio de Astrofísica Espacial y Física Fundamental (LAEFF), nació en 1991 como una colaboración entre el INTA, CSIC y la ESA. Actualmente está integrado en el Departamento de Astrofísica del Centro de Astrobiología.

## Líneas y grupos de investigación
Su objetivo primordial es investigar el origen de la vida en el Universo. Sus líneas básicas de investigación son:
- Biodiversidad Microbiana
- Biomoléculas en Exploración Planetaria
- Estudios de Evolución Experimental con Virus y Microorganismos
- Evolución Molecular, Mundo RNA y Biosensores
- Formación y Evolución de Estrellas, Enanas Marrones y Planetas
- Formación y Evolución de Galaxias
- Geología Planetaria y Atmósferas
- Habitabilidad y Ambientes Extremos
- Instrumentación Espacial
- Mecanismos Moleculares de la Adaptación Biológica
- Medio Interestelar y Circunestelar
- Observatorio Virtual Español: Explotación científica de archivos astronómicos
- Química Prebiótica

## Historia
La creación del CAB se debe a la propuesta presentada en 1998 a la NASA por un grupo de científicos liderados por Juan Pérez Mercader para unirse al NASA Astrobiology Institute (NAI), recién creado (1998) y en el cual se integraría en el año 2000. El presidente del INTA y secretario de Estado de Defensa, Pedro Morenés, y el presidente del CSIC, César Nombela, firmaron su constitución el 19 de noviembre de 1999, con el objetivo de establecer un entorno investigador para el desarrollo de la Astrobiología.
Comienza a funcionar a finales de 1999 en un emplazamiento temporal del INTA hasta que el nuevo edificio fue inaugurado en enero de 2003, y ampliado en diciembre de 2007 hasta totalizar unos 7.000 metros cuadrados. Cuenta también con un telescopio robótico situado en el Observatorio de Calar Alto, Almería.
El CAB realizó experimentos empíricos para modelar alguna de las posibles trayectorias con la cual el dardo DART debería impactar a Dimorphos, el satélite de Didymos.  Detallados resultados serían obtenidos por Hera.

## Investigación
El centro ha desarrollado instrumentación para múltiples misiones espaciales:
- Instrumento Optical Monitoring Camera (OMC) para la misión INTEGRAL (2002) de la ESA*
- Estación de Monitoreo Ambiental de Rover (en inglés, Rover Environmental Monitoring Station, REMS) para misión Curiosity de la NASA (2011, destino Marte. Fue el primer dispositivo de fabricación española en alcanzar Marte[10]) (Web proyecto)
- Temperature and Winds for InSight (TWINS) para la misión InSight de la NASA (2018, destino Marte)
- Calibrador MIRI-MTS para el Mid-Infrared Instrument integrado en el telescopio espacial James Webb (NASA, ESA, CSA)[11]
- Mars Environmental Dynamics Analyzer (MEDA) a bordo del rover Perseverance para la misión Mars 2020 de NASA (2020, destino Marte)[12]
- Espectrómetro Láser Raman (inglés) (RLS) para detectar minerales y pigmentos potencialmente biológicos en la segunda misión ExoMars 2022 de la ESA (Prevista 2022, destino Marte)[13]
- Responsables de los planos focales de los telescopios (32+2), incluida su electrónica en la misión PLATO (ESA. Prevista 2026, destino al punto de lagrange)[14]
- Signs Of LIfe Detector (SOLID) detector de signos de vida. (Viajará en una misión futura destino Marte o Europa) (Web proyecto)

* Desarrollado por el LAEFF antes de su anexión al CAB

## Instalaciones
- Cámara Marte. Permite recrear las condiciones ambientales marcianas para probar instrumentos